# Anna Winger
Anna Winger, née Anna LeVine en 1970, est une romancière, productrice, scénariste et photographe américaine qui vit à Berlin, en Allemagne. Elle est la créatrice des séries télévisées Deutschland 83, Deutschland 86, Deutschland 89, Unorthodox et Transatlantique.

## Biographie
Anna LeVine a grandi dans le Massachusetts. Le travail de ses parents, anthropologues, a conduit la famille à vivre au Kenya et au Mexique. Elle est diplômée de l’université Columbia en 1993.
Avant de commencer à écrire, elle a travaillé comme photographe professionnelle pendant plus de dix ans.
Son premier roman, This Must Be the Place, est publié en 2008 par Riverhead Books.
Anna LeVine a écrit des articles pour différentes publications, dont The New York Times Magazine, le Condé Nast Traveler, la Frankfurter Allgemeine Zeitung et la Süddeutsche Zeitung. Sa série radiophonique pour NPR Worldwide, Berlin Stories, a été diffusée de 2009 à 2013.
Anna LeVine a rencontré son mari au Chili. Avant 2002, elle vivait à New York, et son mari, Joerg Winger, vivait à Cologne. En 2002, ils ont emménagé à Berlin. Ils ont deux filles.
Si elle parle espagnol et allemand, Anna Winger écrit en anglais.

## Scénariste et productrice
Son premier projet en tant que scénariste est Deutschland 83, série télévisée qu’elle a créée avec son mari.
En 2016, elle a fondé sa propre société de production à Berlin, Studio Airlift.
Anna Winger a également créé et coproduit Deutschland 86, minisérie télévisée de Amazon Prime et SundanceTV (2018). Le troisième volet, Deutschland 89, est diffusé en 2021.
Avec Alexa Karolinski, Anna Winger écrit la mini-série Unorthodox, qui débute en 2020 et est la toute première émission de Netflix en yiddish.  Elle signe un contrat global avec Netflix en 2021. En 2023, Netflix diffuse sa série Transatlantique, qui met en scène Varian Fry et son réseau de Justes parmi les nations.